# Pracht-Zwergbarsch
Der Pracht-Zwergbarsch (Manonichthys splendens, Syn.: Pseudochromis splendens) ist mit einer Länge von 13 Zentimeter ein relativ großer Vertreter der Zwergbarsche (Pseudochromidae).

## Verbreitung und Lebensweise
Er kommt in den Korallenriffen der Philippinen, des östlichen Indonesien und an der nordwestlichen Küste Australiens vor. Besonders häufig ist er bei Flores. Er lebt in Außenriffen, Riffdächern und Lagunen in Tiefen von 20 bis 40 Metern, eng gebunden an große, vasenförmige Schwämme, deren Hohlräume er als Versteckmöglichkeiten nutzt und auf deren Oberfläche er seine aus kleinen Krebstieren bestehende Nahrung sucht.

## Aquarienhaltung
Im Gegensatz zu anderen Zwergbarschen wird der Pracht-Zwergbarsch nicht zu aquaristischen Zwecken gezüchtet. Die wenigen Tiere, die in den Handel kommen, sind immer Wildfänge. Pracht-Zwergbarsche sollten nur in großen Aquarien ab 500 Litern und immer paarweise gehalten werden. Das Aquarium sollte viele Versteckmöglichkeiten aufweisen. Die Haltung von großen Schwämmen wie im natürlichen Lebensraum ist noch nicht möglich.